# 内生孢子

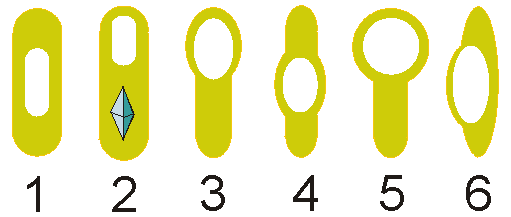
芽孢的變異形態。 (1, 4) Central endospore, (2, 3, 5) terminal endospore, (6) lateral endospore

内生孢子（英語：endospore，又称芽孢或内孢子）是某些特殊种群的细菌，主要是芽孢杆菌属Bacillus与梭菌属Clostridium中细菌产生的特殊休眠体，這些細菌會在缺乏養分的環境時開始進入此休眠狀態，有极强的抗逆性，对热、碱、酸、高渗以及辐射均有强耐受性。通常使用的杀灭芽孢的方法为高压灭菌。普通的巴斯德消毒法无法杀灭芽孢。
這些孢子裡面含有細菌的遺傳物質、核糖體和大量的吡啶-2,6-二甲酸，吡啶二羧酸是一種內生孢子特有的化學物質，作用是幫助維持孢子處於休眠狀態，在孢子裡佔了高至10%的乾重。
内生孢子由德国科学家费迪南德·科恩发现。